# 6986 Asamayama
6986 Asamayama è un asteroide della fascia principale. Scoperto nel 1994, presenta un'orbita caratterizzata da un semiasse maggiore pari a 2,9331378 UA e da un'eccentricità di 0,0571516, inclinata di 2,32297° rispetto all'eclittica.